# MR3V et MR6V
Ne doit pas être confondu avec MRV.
Les MR3V / MR6V (nom de projet, pour Matériel Roulant 3 Voitures / 6 Voitures) sont de futurs matériels roulants sur fer à caténaire devant équiper, pour le MR6V la nouvelle ligne 15 et, pour le MR3V les nouvelles lignes 16 et 17 du métro de Paris.

## Histoire

### Appel d'offres
En mai 2018, la Société du Grand Paris annonce que le constructeur Alstom est pressenti pour remporter les contrats concernant les rames des lignes 15, 16 et 17 du Grand Paris Express. Le contrat prévoit la fourniture d’un maximum de 1 000 voitures qui se répartissent en 133 trains composés de six voitures pour la ligne 15 et 50 trains à trois voitures pour les lignes 16 et 17 basés sur la gamme Metropolis ,.
Le 20 septembre 2018, le contrat est officiellement signé avec Alstom pour la fabrication du matériel roulant pour un coût total s'élevant à 1,3 milliard d'euros et une esquisse du design de ce matériel roulant est dévoilée. Les premières rames devraient sortir d'usine en 2022.

### Livraison
Des premières rames sont aperçues début novembre 2021 en essais dynamiques dans le centre d’essai ferroviaire d’Alstom à Valenciennes.
La mise en service commerciale devrait intervenir lors de l'ouverture de la ligne 15 prévue pour fin 2026 sur sa section sud.
En juin 2023, deux rames font des premiers essais dynamiques à Valenciennes. Les livraisons des voitures débutent fin juin avec l'acheminement le 22 juin 2023 d'une première voiture depuis Valenciennes vers le centre de remisage de Champigny-sur-Marne. Après la réception des autres voitures, la première rame entière est assemblée en juillet 2023. Les essais statiques seront menés fin août puis ils seront suivis par les essais dynamiques à l'automne.
Le 28 novembre 2023, la première rame MR6V de la ligne 15 effectue son premier roulage dans le futur centre de remisage de Champigny-sur-Marne, en présence de la présidente de région Valérie Pécresse, et du ministre délégué aux Transports Clément Beaune.
Le 2 octobre 2024, la première rame MR3V des lignes 16 et 17 est livrée.

## Caractéristiques

### Techniques
Les MR3V / MR6V sont des matériels à roulement fer à intercirculation intégrale et à conduite automatique.
Elles sont déclinées en deux versions : à six voitures (MR6V), pour une longueur de 108 m, et à trois voitures (MR3V), pour une longueur de 54 m. Contrairement au gabarit classique de 2,40 m du métro parisien, ces rames seront à gabarit large de 2,80 m.
La capacité des rames est respectivement, pour les compositions de trois et de six voitures, de 500 et de 1 000 places dont 20 % de places assises.
Elles seront alimentées par un profil aérien de contact en 1500 V CC.

### Extérieures
Le design extérieur des rames est dévoilé début décembre 2018 avec trois variantes. Une consultation ouverte au public se déroule durant décembre 2018 pour permettre de choisir la conception retenue. Après 20 jours de consultations et 13 000 votants, c'est le deuxième design aux « lignes englobantes pour le nez de la rame » qui a été choisi par 40 % des sondés.

### Intérieures
Le train est équipé de plusieurs dispositifs de confort tels qu'un dispositif de climatisation, la présence de ports USB, du Wi-Fi intégré et de la vidéosurveillance.

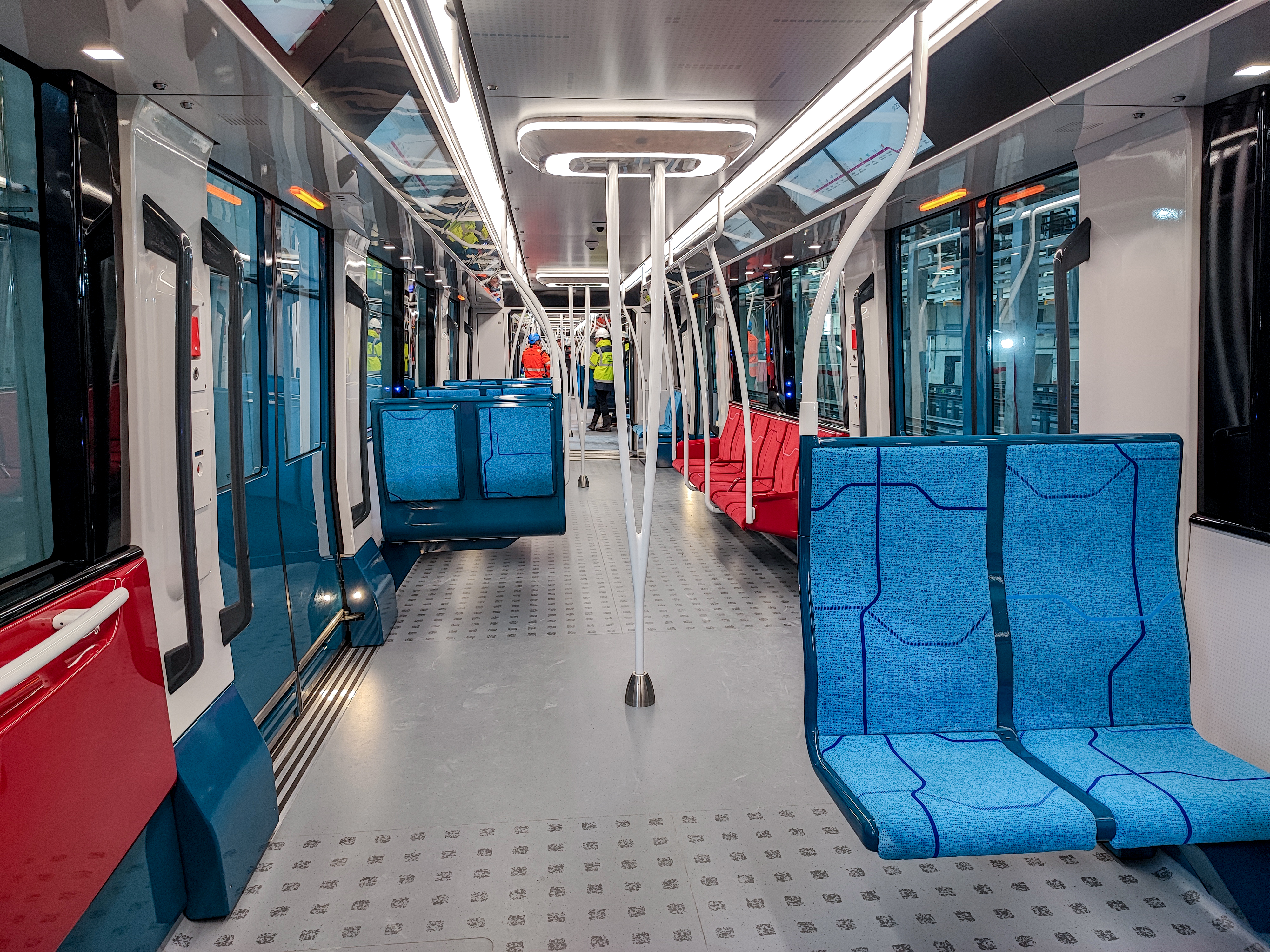
Intérieur d'une rame MR6V.
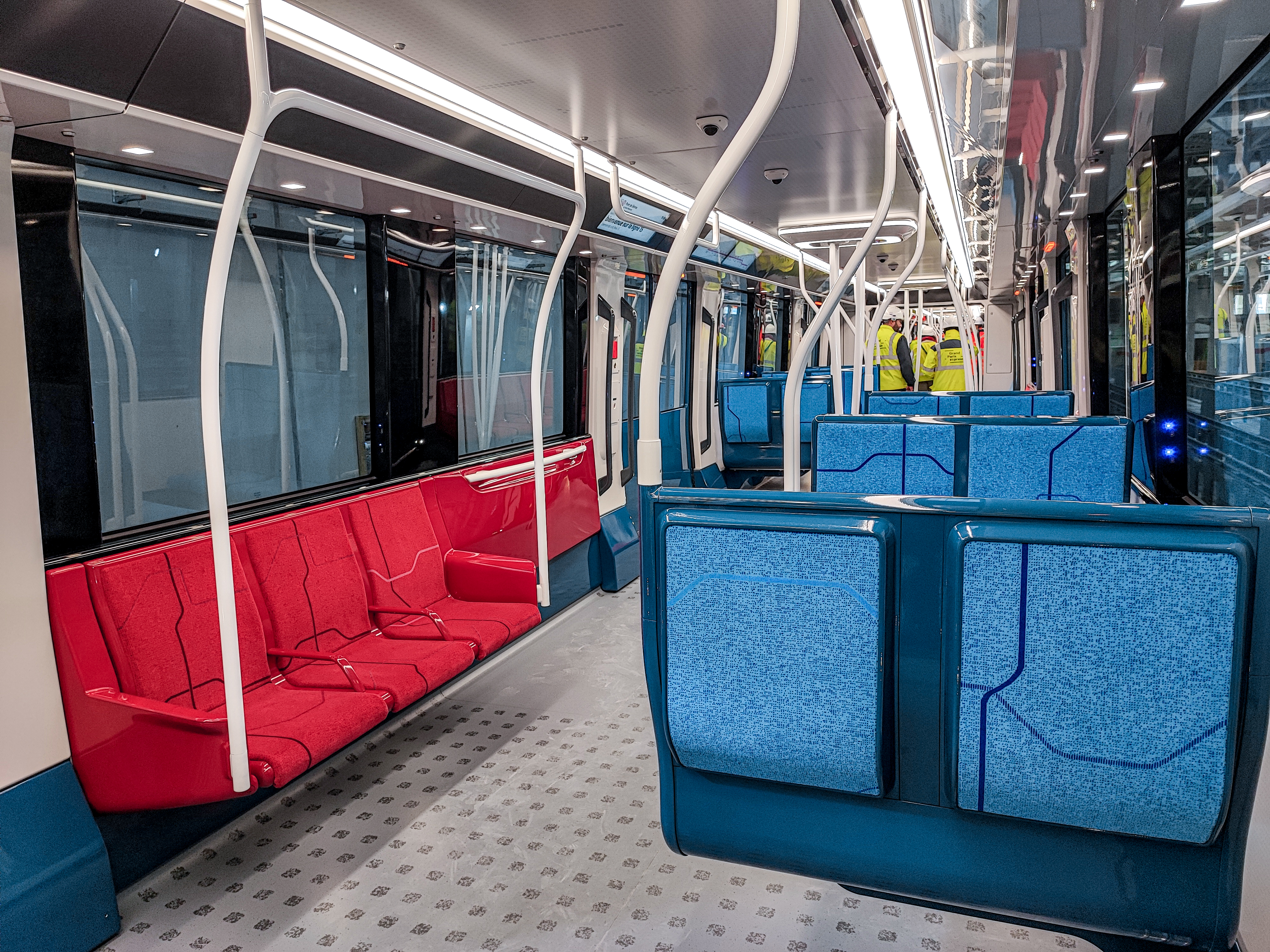
Les sièges aux coloris d'Île-de-France Mobilités.
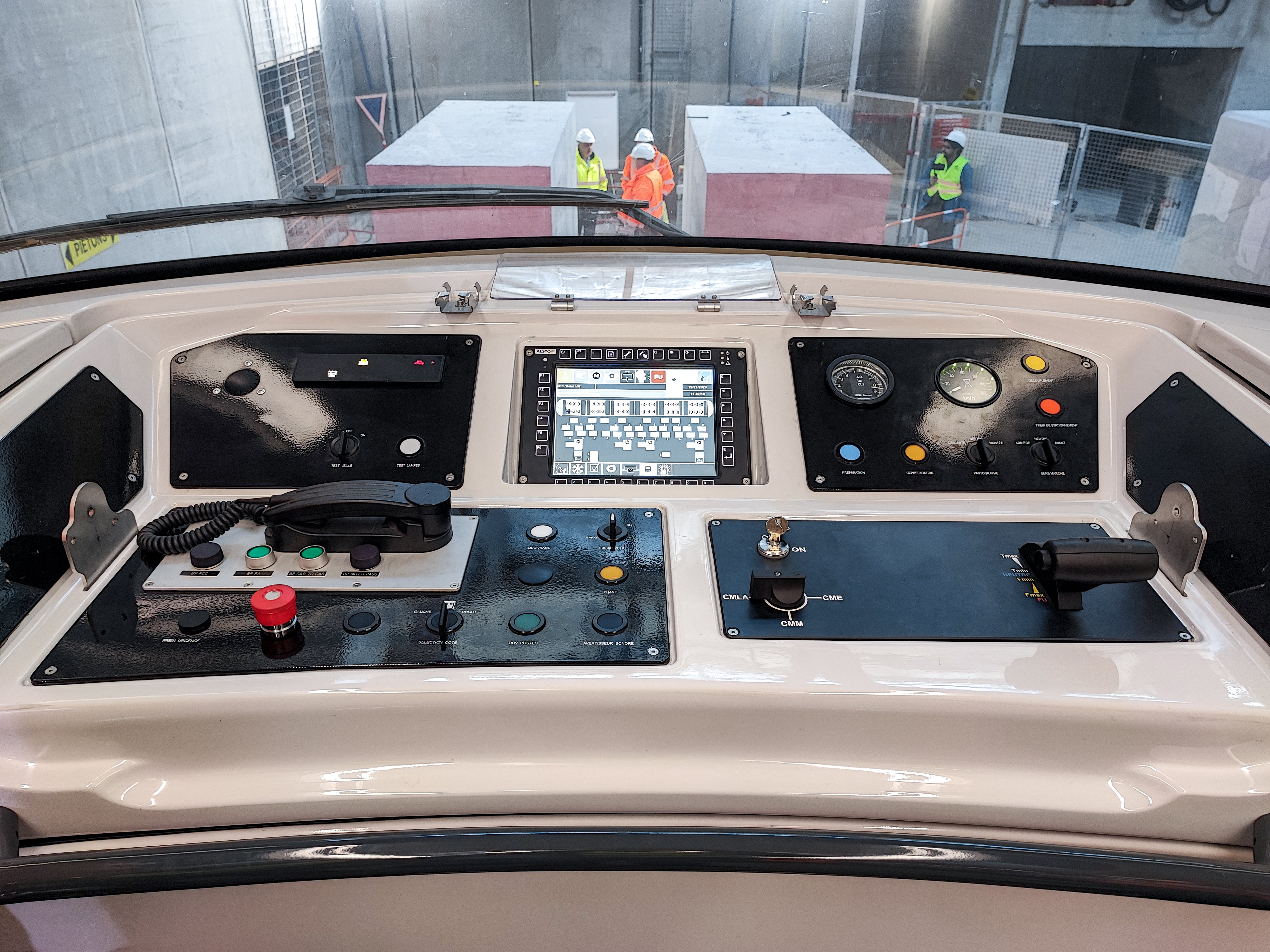
Le tableau de bord du pupitre de secours.

## Parc
À fin juillet 2025, le parc est constitué de 15 éléments :
- 14 rames MR6V pour la ligne 15 ;
- 1 rames MR3V pour les lignes 16 et 17.